# Anchistus custos
Anchistus custos är en kräftdjursart som först beskrevs av Forskål 1775.  Anchistus custos ingår i släktet Anchistus och familjen Palaemonidae. Inga underarter finns listade i Catalogue of Life.